# Podmokle Małe
Podmokle Małe (prononciation : [pɔdˈmɔklɛ ˈmawɛ]) est un village polonais de la gmina de Babimost dans le powiat de Zielona Góra de la voïvodie de Lubusz dans l'ouest de la Pologne.
Il se situe à environ 4 kilomètres au nord de Babimost (siège de la gmina) et 34 kilomètres au nord-est de Zielona Góra (siège du powiat et de la diétine régionale) et 72 kilomètres au sud-est de Zielona Góra (capitale de la voïvodie).
Le village comptait approximativement une population de 451 habitants en 2009.

## Histoire
Le nom allemand du village était Klein Posemuckel et pendant l'Allemagne nazie de 1937 à 1945: Klein Posenbrück.
Après la Seconde Guerre mondiale, avec les conséquences de la Conférence de Potsdam et la mise en œuvre de la ligne Oder-Neisse, le village est intégré à la République populaire de Pologne. La population d'origine allemande est expulsée et remplacée par des polonais.
De 1975 à 1998, le village appartenait administrativement à la voïvodie de Zielona Góra.

Depuis 1999, il appartient administrativement à la voïvodie de Lubusz